# Maholány
Maholány (szlovákul Machulince, korábban Mailáth Prestavlky) község Szlovákiában, a Nyitrai kerület Aranyosmaróti járásában.

## Fekvése
Maholány Nyugat-Szlovákiában, a Nyitrai kerület Aranyosmaróti járásában, Aranyosmaróttól 4 km-re északkeletre található. A település a Zsitva folyó völgyében fekszik. A község teljes területe 1632 ha. A faluközpont 230 m tengerszint feletti magasságban van. Keletről az Garammenti-Inóc hegység, északnyugat felől a Tribecs-hegység, délről a Kisalföld határolja.
A falu a következő községekkel határos:
- északnyugatról Ebedec,
- északról egy keskeny sávban Keresztúr,
- nyugatról Kistapolcsány,
- délről Zsitvaapáti határolja.

## Földrajz és természet
Geomorfológiája szerint a község a Dunamenti-alföld Dunamenti-dombvidék Zsitvai-dombvidékén terül el, 220 és 290 méter tengerszint feletti magasságban. Maholány a Felső-Zsitvamente községe. Vízrajzi szempontból Maholány és környéke a Zsitva és ezáltal a Duna vízgyűjtő területéhez tartozik. A Zsitva völgye a Tribecs déli és délkeleti nyúlványait választja el a Garammenti-Inóc nyugati nyúlványaitól. Ezen hegyekből több kisebb patak torkollik a Zsitvába. Geológiai szempontból Maholány környéke sokszínűséget mutat. A terület egy része a neogén dunamenti lemez része a Tribecs hegységgel, míg a Garammenti-Inóc egy neovulkanikus hegység. A Zsitva folyó forrásánál azonban a két hegység érintkezik egymással, ami érdekes felszíni képződményeket eredményez. Maholány egy három oldalról (észak, kelet, nyugat) zárt völgyben helyezkedik el. A völgy csak nyugatról nyitott, ahol a Dunamenti-alfölddel találkozik. E két hegység és az alföld találkozása egyedi geomorfológiát, növény- és állatvilágot biztosít ezen a vidéken.

### Éghajlat
Maholány éghajlatát nagymértékben befolyásolja a két szomszédos hegység és az alföld. A völgy déli nyitottságának köszönhetően a községet sok napfény éri egész évben. Ezen jellemzők alapján éghajlata nedves, enyhe téllel.
Jellemző meteorológiai adatok:
- évi átlaghőmérséklet: 9,1 °C
- évi átlagos csapadékmennyiség: 642 mm
- évi átlagos páratartalom: 79%
- évi átlagos felszíni vízpárolgás: 500 mm
- szélirány: északkelet
- átlagos évi szélsebesség: 2–3 m/s
- júliusi átlaghőmérséklet: 18,7 °C

### Növényvilág
Növénytani szempontból a terület a Nyugati-Kárpátok növényvilágához tartozik. A Nyugat-Kárpáti és pannon növényvilág területére esik a Garammenti-Inóc, a Tribecs és a Dunamenti-alföld egy része is. A Zsitva folyó mentén, az alacsonyabb fekvésű területeken főként a melegkedvelő növények élnek, melyek fokozatosan mennek át a magasabb fekvésű növényvilágba. A terület nagy részét lomblevelű erdők borítják. Az erdő egy részét földművelés és állattenyésztés céljából kivágták. Az erdei növények közül leggyakoribb lomblevelűek: a kocsányos tölgy, kocsánytalan tölgy, közönséges gyertyán, közönséges bükk, molyhos nyír, fehér akác; a tűlevelűek közül pedig a közönséges lucfenyő és a feketefenyő a leggyakoribbak. A Zsitva és mellékfolyói mellett szívesen él a nyárfa, égerfa és fűzfa. A növényvilágból főként a rétek és legelők növényzete fordul elő. Tavasszal különböző tavaszi virágok is megjelennek, melyek közül a legjelentősebbek a hóvirág, boglárkák és illatos ibolya, később a tavaszi kankalin és a gyermekláncfű. A késő tavaszi és nyári időszakban egyéb növények is megjelennek, köztük a kék búzavirág, hegyesszirmú sarkantyúfű és a pipacs. A terület igen gazdag különböző gyógynövényekre. Gyógynövények közül meg kell említeni a dúsvirágú ökörfarkkórót (Verbascum densiflorum), lándzsás útifüvet (Plantago lanceolata), fekete nadálytőt (Symphytum officinale), mezei katángot (Cichorium intybus), közönséges orbáncfüvet (Hypericum perforatum), cickafarkfüvet (Achillea milefolium), kakukkfüvet (Thymus serpillum), közönséges párlófüvet (Agrimonia eupatoria). A Tribecs és a Garammenti-Inóc növényvilágának gazdagságát jellemzi az is, hogy mintegy 30 faj teljesen vagy részlegesen védett növény él itt. Különleges csoportját képezik az itteni élővilágnak a gombák. Maholány környéke az Aranyosmaróti járásban kedvelt gombászó hely. Leggyakoribb gombák: mezei szegfűgomba (Marasmius oreades), csiperkék, nyári vargánya (Boletus reticulatus), fenyőtinóruak, nemezestinóruak, érdestinóruak és rizikék. Mivel az éves középhőmérséklet viszonylag magas, így a klíma kedvező ezen élőlények előfordulásának. Az egykor a községben folyó kőbányászat azonban nem kedvezett a növényvilágnak, mivel csökkentette a növényi egyedszámot. A község lakói kisebb mértékű mezőgazdasági termelést folytatnak, az előforduló hasszonnövények: burgonya, vöröshagyma, fokhagyma, répa, petrezselyem, zeller, bab, borsó, paprika, paradicsom. A leggyakoribb termesztett gyümölcsök az alma, körte, szilva, barack és szőlő.

### Állatvilág

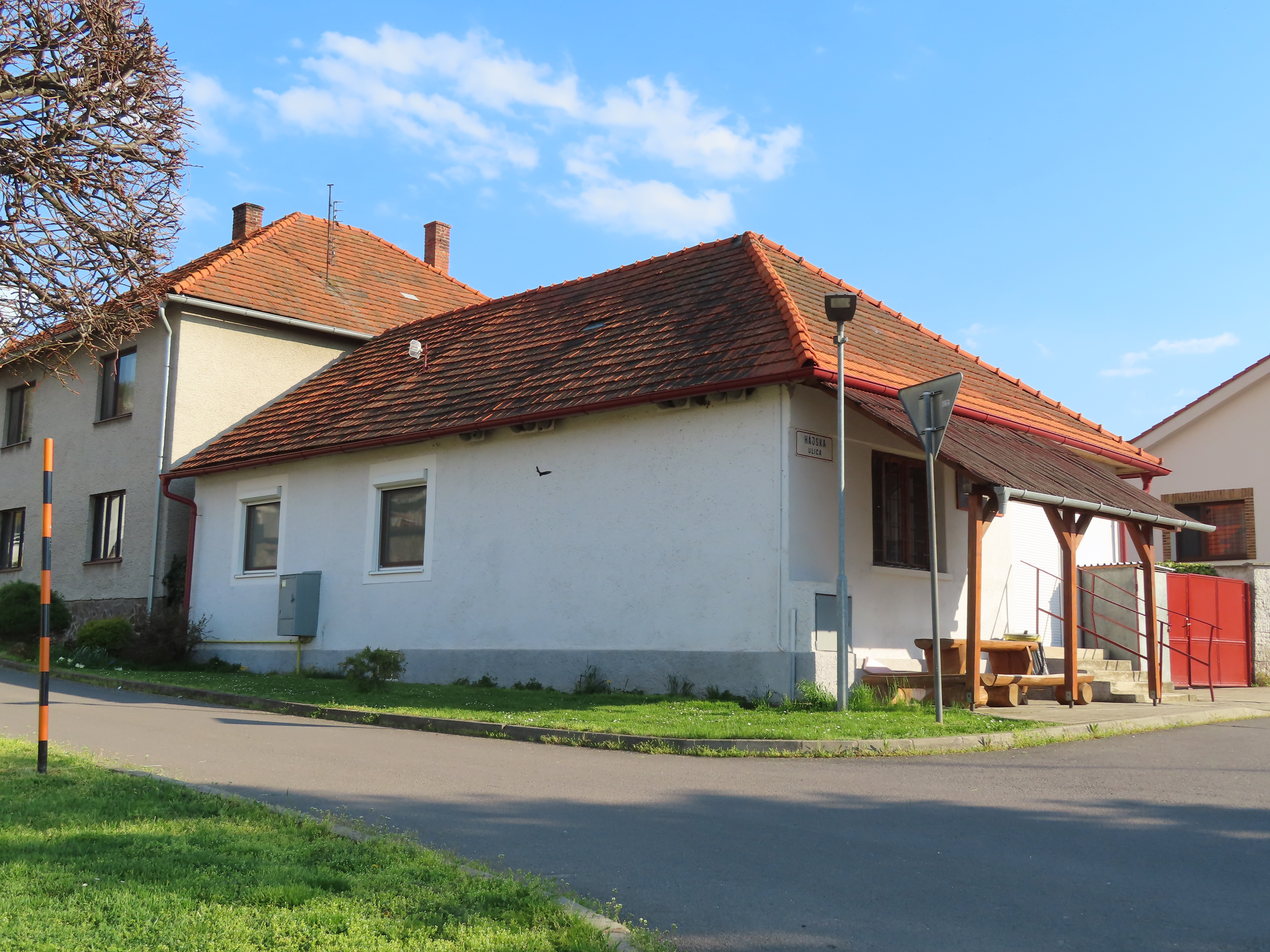

A Tribecsben és a Garammenti-Inócban több állatfaj előfordul, melyek előfordulását a geomorfológiai és klimatikus feltételek szabják meg. Maholány környékének csaknem 40%-a erdő. Maga a terület azonban vegyesen rét, erdő, mező, szőlőhegy és termőföld, továbbá sziklás terület és kőfejtő. Az erdőségek gazdagok rovarokban és hüllőkben. A rovarok közül a darázs, hangyák, legyek, szúnyogok, tetvek és szitakötők a leggyakoribbak. A nyári időszakban gyakoriak a kullancsok. A lepkék közül is több fordul elő. A hüllőket a zöld gyík (Lacerta viridis), törékeny gyík (Anguis fragilis), erdei sikló (Zamenis longissimus) és a mérgező keresztes vipera (Vipera berus) képviseli. Előfordulnak itt énekes- és ragadozómadarak, baglyok, kakukk és harkályfélék. Előfordulnak itt őzek, szarvasok és vaddisznók is. A Zsitvában folyami rákok, pisztrángok, csíkfélék, fejeshalak, keszegek élnek. A háziállatok közül libát, kacsát, tyúkot, nyulat, sertést, macskát, kutyát és ritkábban szarvasmarhát tartanak.
A faluban van egy potenciális gólyafészek.

## Története
A régészeti leletek tanúsága szerint területén már a kőkorszakban éltek itt emberek. Megtalálták itt a lengyeli kultúra, a hallstatt kor, valamint a római kor településeinek nyomait is.
A települést 1275-ben Mohala alakban említik először, amikor IV. László király Bars várának adta. Ezután a garamszentbenedeki bencés apátság, 1288-tól Hrussó várának tartozéka. Csák Máté az ura, majd halála után királyi birtok. 1407-től rövid ideig újra a bencéseké, majd 1424-től újra Hrussó uradalmához tartozott. 1564-ben Mahwlencze, 1600-ban Mahwlincz alakban említik. Az 1564-es adóösszeírás szerint 3 és fél portával adózott. A török rajtaütéseken kívül lakosságát járványok is tizedelték. Lakói ebben az időszakban tértek át a protestáns hitre. 1600-ban 15 adózó háztartása volt. Egy évvel később már 21 házat és egy malmot is említenek a faluban. 1631-ben újabb török támadás érte a községet, majd 1643-ban felégette a török. A török támadásoknak Forgách Ádám 1652-es vezekényi győzelme vetett véget, majd 1683-ban Bécs felmentésével és az ország felszabadításával végképp elmúlt a veszély. 1720-ban 26 adózó porta állt a településen. 1828-ban 50 házában 326 lakos élt. A falu 1882-ben íratta össze a hegyközség artikulusait.
Vályi András szerint "MAHOLÁNY. Mahulinecz. Tót falu Bars Várm. földes Ura G. Keglevics Uraság, lakosai külömbfélék, fekszik Kis Apátinak szomszédságában, mellynek filiája, fája mind a’ két féle van, makkja elég, legelője, földgye jó, réttye termékeny, malma helyben, piatza közel."
Fényes Elek szerint "Maholány (Maholincze), tót f., Bars vármegyében, a Zsitva mellett: 360 kath. lak. Makkos erdeje derék; rétjei jók. Vizimalom. F. u. gr. Keglevics. Ut. p. Verebély."
A trianoni békeszerződésig Bars vármegye Aranyosmaróti járásához tartozott.

## Népessége
| Év:            | 1994. | 2004.   | 2014.   | 2024.   |
| -------------- | ----- | ------- | ------- | ------- |
| Emberek száma: | 988   | 1037    | 1126    | 1087    |
| Eltérés:       |       | +4,95 % | +8,58 % | -3,46 % |

| Év:            | 2023. | 2024.   |
| -------------- | ----- | ------- |
| Emberek száma: | 1090  | 1087    |
| Eltérés:       |       | -0,27 % |

1880-ban 417 lakosából 383 szlovák, 5 magyar anyanyelvű és 29 csecsemő volt. Ebből 414 római katolikus és 3 zsidó vallású.
1890-ben 395 lakosából 375 szlovák és 9 magyar anyanyelvű volt.
1900-ban 510 lakosából 467 szlovák és 25 magyar anyanyelvű volt.
1910-ben 559 lakosából 386 szlovák, 145 magyar, 2 német és 26 egyéb anyanyelvű.
1919-ben 493 lakosából 485 csehszlovák, 6 magyar és 2 német volt.
1921-ben 593 lakosából 569 csehszlovák és 4 magyar volt.
1930-ban 624 lakosából 615 csehszlovák volt.
1991-ben 974 lakosából 964 szlovák és 1 magyar volt.
2001-ben 1048 lakosából 1040 szlovák volt.
2011-ben 1043 lakosából 1024 szlovák.

### Nyelvjárás
A szlovák nyelvjárások többsége meglehetősen távol állt egymástól, olyannyira, hogy a különböző nyelvjárásokban beszélő személyek gyakran nem értették egymást. A Maholányon beszélt nyelv a közép-szlovákiai nyelvjárásba tartozik, mely viszonylag közel áll az irodalmi nyelvhez, ami azért is érdekes, mert a környező településeken (Kicőn és Fenyőkosztolányban) kemény kiejtést használnak (Fonetikusan írva: ló = kone (Maholányban és az irodalmi nyelvben: konye)), míg a szomszédos Ebedecen lágy kiejtés van (szép = pekňí (irodalmi nyelvben: pekní)). A helyi nyelvi sajátságok legnagyobb részét már a fiatalok nem használják. Maholányban az igék múlt ideje eltér az irodalmi nyelvtől (bol (volt) helyett bov, isiel (ment) helyett isóv). Az igenevek rövid alakúak (vegyiety (tudni) helyett vegyety), nyie (nem) helyett nyenyi, a nyugati nyelvjárás jellegzetességei közül: kemény l használata (nincs ľ), dcéra (lány) helyett céra vagy ktorý (aki, amely) helyett kerí, sedem (hét - számnév) helyett seden. Elvétve egyes német és idegen eredetű kifejezések használata is megfigyelhető.[forrás?]

## Nevezetességei

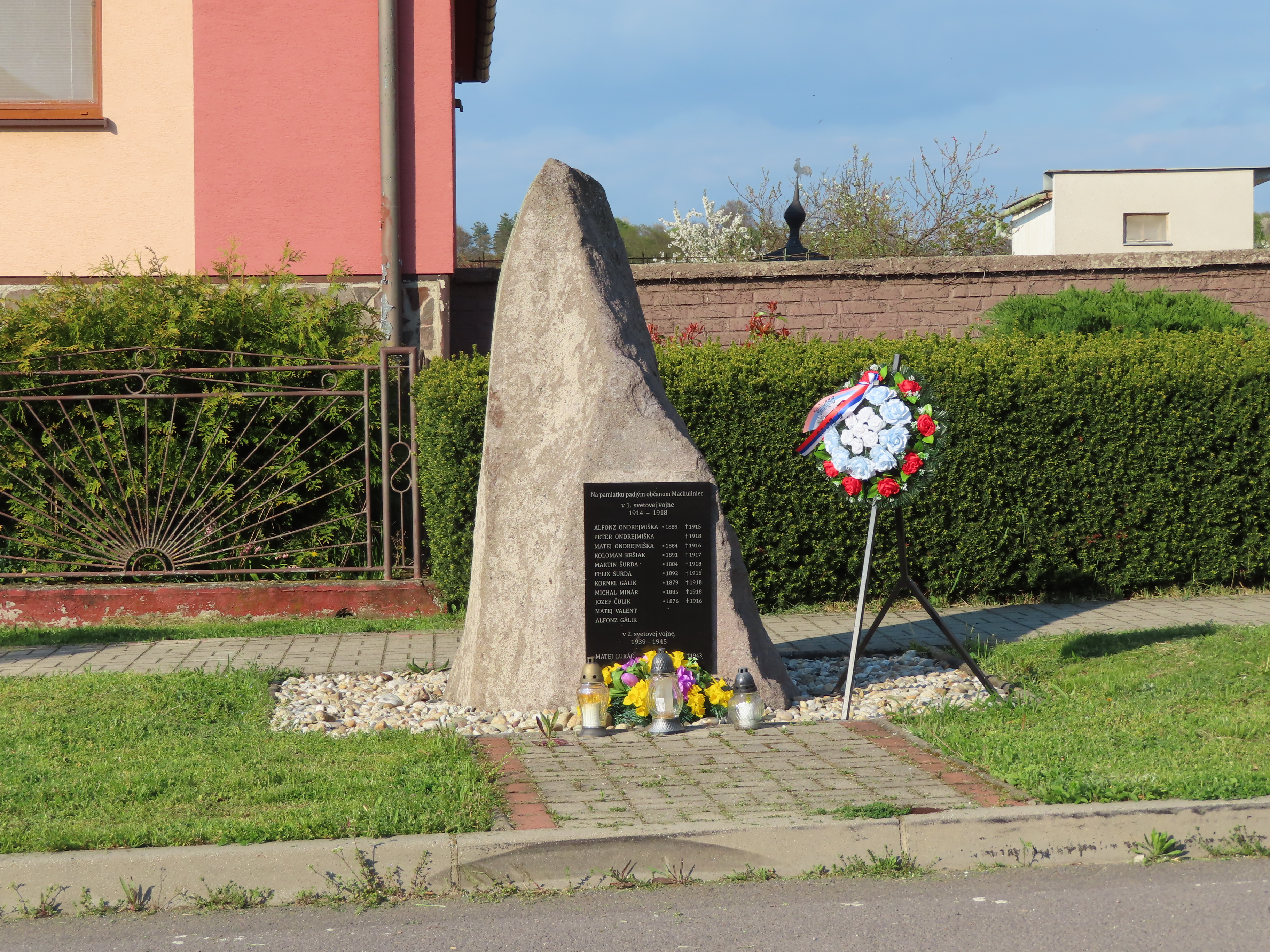
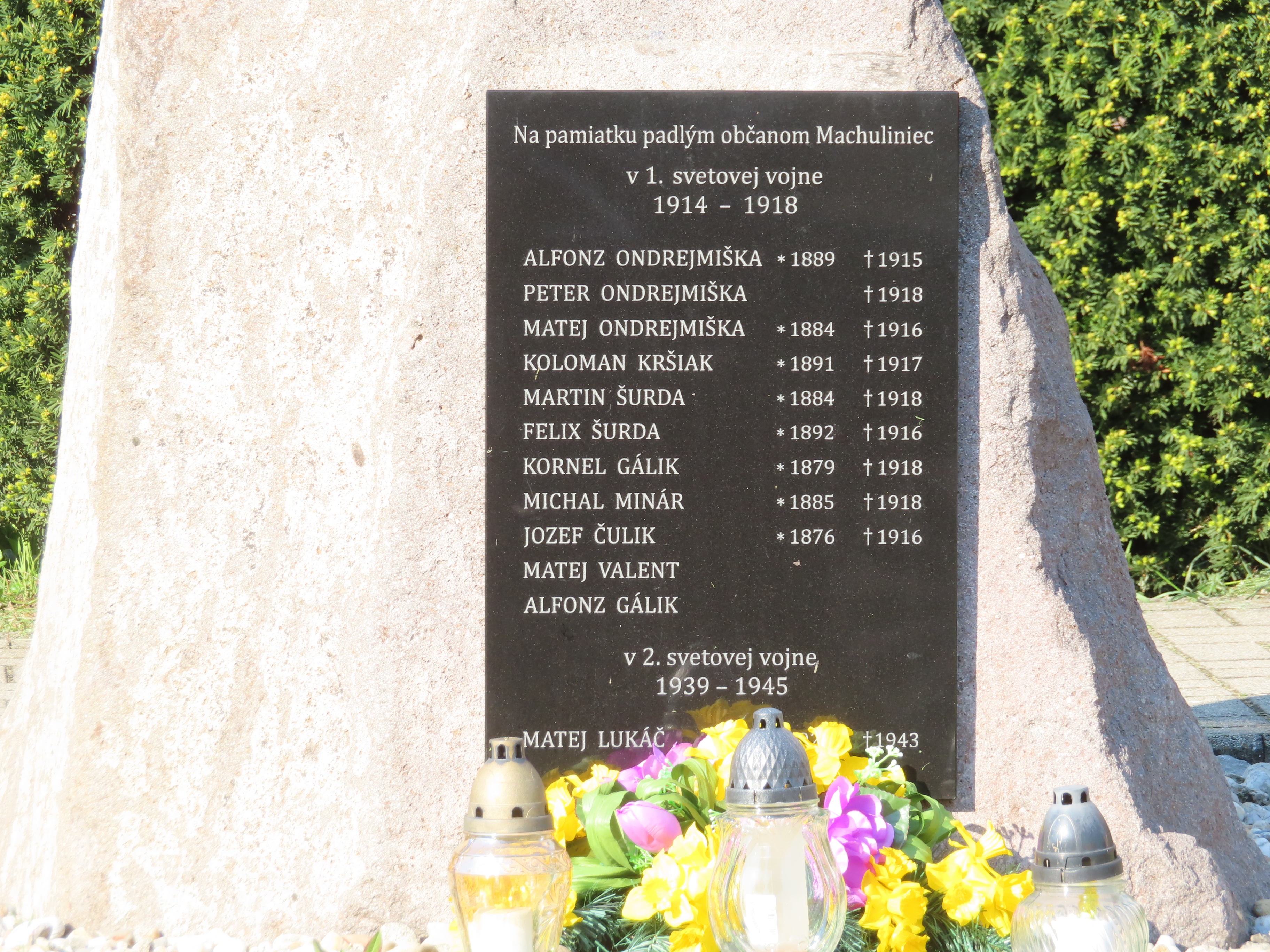

- Jézus Szíve tiszteletére szentelt római katolikus temploma 1833-ban épült.

## Külső hivatkozások
- Hivatalos oldal
- Községinfó
- Maholány Szlovákia térképén
- Tourist-channel.sk
- E-obce.sk Archiválva 2016. augusztus 20-i dátummal a Wayback Machine-ben